# Aframomum zambesiacum
Aframomum zambesiacum là một loài thực vật có hoa trong họ Gừng. Loài này được (Baker) K.Schum. mô tả khoa học đầu tiên năm 1904.

## Hình ảnh

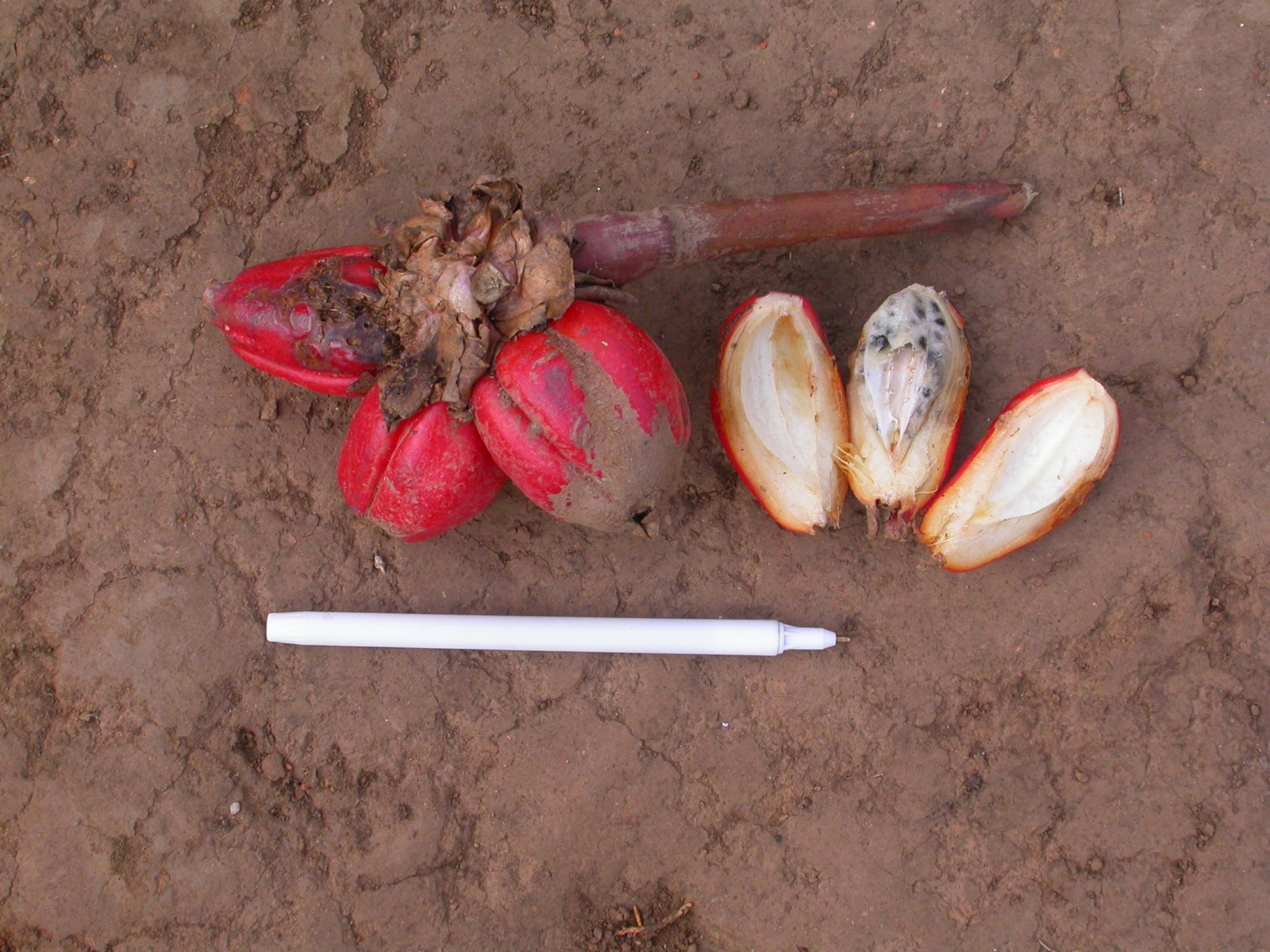